# Hán Kiến Thế Đế
Lưu Bồn Tử (chữ Hán: 劉盆子; 10-?), là Hoàng đế nhà Hán thời kỳ chuyển tiếp giữa Tây Hán và Đông Hán trong lịch sử Trung Quốc.

## Thân thế
Theo Hậu Hán thư, Lưu Bồn Tử là cháu 11 đời của Hán Cao Tổ Lưu Bang, thuộc chi Tề vương Lưu Phì – người con lớn nhất của Lưu Bang.
Lưu Phì sinh ra Thành Dương Cảnh vương Lưu Chương, Lưu Chương sinh ra Thành Dương Cung vương Lưu Hỉ, Lưu Hỉ sinh ra Thành Dương Khoảnh vương Lưu Duyên, Lưu Duyên sinh ra Thành Dương Kính vương Lưu Nghĩa, Lưu Nghĩa sinh ra Thành Dương Huệ vương Lưu Vũ, Lưu Vũ sinh ra Thành Dương Hoang vương Lưu Thuận, Lưu Thuận sinh ra Thức hầu Lưu Hiến (phong thời Hán Nguyên Đế); Lưu Hiến sinh ra Thức hầu Lưu Bá và Lưu Manh. Sau khi Lưu Bá mất, Lưu Manh thế chức anh.
Lưu Manh sinh được 3 người con. Lưu Bồn Tử là con thứ 3. Ông có hai người anh là Lưu Cung và Lưu Mậu.

## Lên ngôi
Lưu Bồn Tử sinh năm 10 CN khi Vương Mãng vừa đoạt ngôi nhà Hán, lập ra nhà Tân. Nhà Tân mất lòng dân, nhân dân nhiều nơi nổi dậy khởi nghĩa, trong đó lớn nhất là khởi nghĩa Lục Lâm và khởi nghĩa Xích Mi.
Năm 23, quân Lục Lâm đánh vào Trường An tiêu diệt nhà Tân. Tông thất nhà Hán là Lưu Huyền được tôn là vua, tức là Canh Thủy Đế. Quân Xích Mi ban đầu theo hàng Lưu Huyền nhưng sau đó bị bài xích nên thủ lĩnh Phàn Sùng ly khai vua Canh Thủy.
Đầu năm 25, quân Xích Mi tụ được 30 vạn người đi đánh vua Canh Thủy. Để có danh chính chống Lưu Huyền, khi đi đến Hoa Âm, Phàn Sùng tìm tông thất nhà Hán để lập làm vua và tìm được Lưu Bồn Tử, khi đó đang phải đi chăn trâu. Phàn Sùng lập Lưu Bồn Tử lập làm vua, đặt niên hiệu là Kiến Thế, tức là vua Kiến Thế Đế, với danh nghĩa tái lập nhà Hán.
Kiến Thế Đế phong Từ Tuyên làm Thừa tướng, Phàn Sùng làm Ngự sử đại phu, Phùng An làm Tả đại tư mã, Tạ Lộc làm Hữu đại tư mã.
Trong khi đó, tháng 6 năm 25, Lưu Tú cũng xưng đế ở Hạo Nam, cũng đặt quốc hiệu là Hán lấy niên hiệu là Kiến Vũ – công khai chống lại Lưu Huyền. Cùng thời điểm đó có 3 vua Hán là Lưu Huyền (Lục Lâm), Lưu Bồn Tử (Xích Mi) và Lưu Tú.
Sau nhiều trận đánh bại quân Lục Lâm, cuối năm 25, quân Xích Mi đánh chiếm được Trường An. Lưu Huyền đường cùng cũng đành phải xin hàng. Tháng 12 năm 25, quân Xích Mi treo cổ Lưu Huyền.

## Thất bại
Quân Xích Mi làm chủ Trường An, lực lượng quân Xích Mi và số đông tướng sĩ là nông dân thuần phác, bị lực lượng địa chủ rất thù địch, đóng kín cửa không nghênh đón và cấp lương. Vì vậy sau một thời gian ngắn, quân Xích Mi bị thiếu lương trầm trọng.
Sang năm 26, Lưu Bồn Tử cùng quân Xích Mi phải dời Trường An dời đến An Định và Bắc Địa tìm lương. Sau đó quân Xích Mi đụng độ với các lực lượng quân phiệt Quỳ Ngao và quân của Hán Quang Vũ Đế, giằng co ở Trường An.
Sang năm 27, Lưu Bồn Tử và quân Xích Mi mỏi mệt sau nhiều trận giao chiến và di chuyển đường xa, lương thực lại hết, cùng đường không thể chống cự lại được quân Hán Quang Vũ Đế. Vua Kiến Thế Đế cùng Phàn Sùng đành mang 10 vạn quân ra hàng Lưu Tú. Lưu Tú cho hàng, tha tất cả không giết.

## Thời Đông Hán
Xét theo thế phả nhà Hán, Lưu Bồn Tử là cháu gọi Quang Vũ Đế Lưu Tú bằng ông chú. Sau khi hàng Đông Hán, Lưu Bồn Tử được Hán Quang Vũ Đế ban thưởng hậu và phong làm Lang trung cho Triệu vương Lưu Lương (chú Lưu Tú).
Về sau, Lưu Bồn Tử bị mù hai mắt. Ông được Quang Vũ đế ban cho làm thu thuế tại đất Huỳnh Dương để sinh sống.
Sau này không rõ ông mất năm nào, sử sách không ghi lại.